# Robert H. Lustig
Robert H. Lustig, M.D., M.S.L. (* 1957, New York) je dětský endokrinolog, který se zabývá léčením dětské obezity a studiem účinků cukru na centrální nervovou soustavu, metabolismus i onemocnění.
Je ředitelem programu Hodnocení hmotnosti pro zdraví dospívajících a dětí v dětské nemocnici Benioff Children’s Hospital Kalifornské univerzity v San Francisku (UCSF); je členem Centra pro diagnostiku, studium a léčbu obezity UCSF a Taktické skupiny proti obezitě Endokrinologické společnosti.
Ve své knize Cukr - náš zabiják vysvětluje, kde se bere celosvětová epidemie obezity, a ukazuje vztahy mezi stravováním a zdravím.